# Eppendorf (Saxe)
Pour les articles homonymes, voir Eppendorf.
Eppendorf est une commune de Saxe (Allemagne), située dans l'arrondissement de Saxe centrale, dans le district de Chemnitz.

## Jumelages
La ville d'Eppendorf est jumelée avec :
- Lohmar (Allemagne)
- Frouard (France)
- Pompey (France)
- Málkov (Tchéquie)